# Carlos Domínguez Domínguez
Carlos Domínguez Domínguez, també conegut com a Carlitos (Mairena del Aljarafe, 18 de setembre de 1976) és un futbolista andalús, que juga de davanter.

## Trajectòria
Va començar a destacar al Sevilla FC. En la campanya de debut amb el primer equip, la 95/96, va marcar 4 gols en 29 partits. A l'any següent és cedit mitja campanya al RCD Mallorca, on marca 9 gols, i la temporada 97/98, amb el Sevilla en Segona, marca 8 gols per als andalusos.
L'estiu de 1998 retorna al RCD Mallorca, on romandria cinc temporades, guanyant una Copa del Rei (2003). En eixos anys a l'illa, el davanter va ser quasi sempre jugador de refresc, tot apareixent un bon nombre de partits, i amb unes estadístiques golejadores força acceptables. Entre 1998 i 2003 disputa 111 partits amb els mallorquins, dels quals només és titular en 30, i marca 16 gols.
La temporada 03/04 retorna al Sevilla FC, on seguiria exercint el mateix paper, i marcant 7 gols en les dues temporades al conjunt sevillista. Posteriorment, militaria també a l'Hèrcules CF. En total, Carlos Domínguez acumula gairebé 200 partits en Primera.